# Damian Hartard von der Leyen
Damian Hartard von der Leyen, anche Damian Hartard Reichsfreiherr von Leyen-Hohengeroldseck, Barone di Leyen-Hohengeroldseck (Treviri, 12 marzo 1624 – Magonza, 6 dicembre 1678), fu dal 1675 alla sua morte Principe-Arcivescovo di Magonza.
Egli fu anche Vescovo di Worms, in unione personale con il proprio titolo.

## Biografia
Damian Hartard von der Leyen era il fratello minore di Karl Kaspar von der Leyen, Principe-Arcivescovo di Treviri dal 1652 al 1676.
Damian Hartard divenne in un primo momento della propria carriera, collaboratore del fratello Karl Kaspar attorno al 1654 divenendo dapprima Arcidiacono di Karden e poi Prevosto della Collegiata di San Castore, sempre a Karden.
Damian Hartard venne eletto Vescovo di Worms il 31 ottobre 1676 nella cappella (St. Josephskapelle) del nuovo Collegio dei Gesuiti di Worms.
Sotto il suo governo il Principato Arcivescovile di Magonza venne completato con l'acquisizione di ulteriori territori ad est.
L'Arcivescovo donò all'altare di San Lorenzo della cattedrale di Magonza molti dei propri beni, erigendovi anche la propria tomba, un monumento che mostra la figura stante del vescovo tra i propri stemmi, il tutto inserito in una serie di decorazioni barocche. Era quello l'ultimo monumento eretto, dopo l'ultima tomba vescovile che era stata costruita nel XIV secolo.

## Genealogia episcopale e successione apostolica
La genealogia episcopale è:
- Arcivescovo Filippo Archinto
- Papa Pio IV
- Cardinale Giovanni Antonio Serbelloni
- Cardinale Carlo Borromeo
- Cardinale Gabriele Paleotti
- Cardinale Ludovico de Torres
- Cardinale Giovanni Garzia Mellini
- Vescovo Antonio Albergati
- Vescovo Gereon Otto von Gutmann zu Sobernheim
- Vescovo Johannes Pelking, O.F.M. Conv.
- Vescovo Wolther Heinrich von Strevesdorff, O.E.S.A.
- Arcivescovo Johann Philipp von Schönborn
- Vescovo Stephan Weinberger
- Vescovo Peter Philipp von Dernbach
- Arcivescovo Damian Hartard von der Leyen

La successione apostolica è:
- Vescovo Adolph Gottfried Volusius (1676)